# Ian Wallace (artiste)
Pour les articles homonymes, voir Ian Wallace (homonymie).
Ian Wallace, né le 25 août 1943 à Shoreham en Angleterre, est un artiste canadien. Installé à Vancouver depuis 1965, il est connu internationalement pour ses œuvres photographiques et conceptuelles.

## Biographie
Ian Wallace enseigne l'histoire de l'art à l'Université de la Colombie-Britannique de 1967 à 1970 et à l'Emily Carr University of Art and Design de 1972 à 1998 où il aborde l'art contemporain, influençant ainsi le milieu artistique local et ouvrant la pratique à toutes les formes d'art, y compris la photographie et la vidéo. Il est également actif et influent au sein de la Vancouver School of artists qui regroupe des artistes tels Jeff Wall, Ken Lum, Stan Douglas, Roy Arden et Rodney Graham.
Il reçoit le Prix du Gouverneur général en arts visuels et en arts médiatiques en 2004 et le Prix Molson du Conseil des arts du Canada en 2009. Il est fait officier de l'Ordre du Canada en 2012.
Son travail se caractérise par la juxtaposition de photographies et de peintures, ainsi que par sa relecture de scènes du quotidien.